# Caligellidae
Caligellidae es una familia de foraminíferos bentónicos de la superfamilia Moravamminoidea, del suborden Fusulinina y del orden Fusulinida. Su rango cronoestratigráfico abarca desde el Ludloviense (Silúrico superior) hasta el Tournaisiense (Carbonífero inferior).

## Discusión
Clasificaciones más recientes incluyen Caligellidae en la superfamilia Caligelloidea, del suborden Earlandiina, del orden Earlandiida, de la subclase Afusulinana y de la clase Fusulinata.

## Clasificación
Caligellidae incluye a las siguientes subfamilias y géneros:
- Baituganella †
- Caligella †
- Evlania †
- Glubokoevella †
- Paracaligella †
- Proninella †

Otros géneros considerados en Caligellidae son:
- Ademassa †
- Eocaligella †, aceptado como Paracaligella
- Eotikhinella †, aceptado como Paracaligella
- Paracaligelloides †
- Protoinsolentitheca †, también considerada en la familia Insolentithecidae